# دژ گنجه
دژ گنجه (ترکی آذربایجانی: Gəncə qalası) یک دژ در شهر گنجه و در کشور جمهوری آذربایجان است. بقایای دیوارهای دژ در محوطه قدیمی‌ترین پارک شهر یعنی باغ خان‌ها و در ورودی شهر در کنار رودخانه گنجه دیده می‌شود.

## تاریخچه
سردار فرهاد پاشا که فرماندهی ارتش ترکیه در قفقاز را بر عهده داشت به دستور سلطان مراد سوم به گنجه که در دست صفویان بود رفت. گنجه در ۱ سپتامبر ۱۵۸۸ تصرف شد. پس از تصرف گنجه، در ۳ سپتامبر ۱۵۸۸، پاشا دستور ساخت دژ را در ۷ تا ۸ کیلومتری شهر داد. حدود چهل روز پس از آن، دژ ۲٫۳ کیلومتر (۱٫۴ مایل) به طول و ۶ متر (۲۰ فوت) با دیوارهای ضخیم ۱٫۸ متر (۵ فوت و ۱۱ اینچ) ساخته شد. این دژ در یک منطقه مسطح و در ساحل چپ رودخانه گنجه ساخته شده‌است.
در سال ۱۸۶۸، پس از اینکه گنجه به مرکز منطقه‌ای قفقاز تبدیل شد، طرح جامع جدیدی برای شهر توسط معمار ایگناتی کشتالوویچ تهیه شد. پس از تصویب طرح جامع در سال ۱۸۷۳ توسط الکساندر دوم، دیوارهای دژ ویران شد و محله‌هایی به سبک اروپایی ساخته شد. هم‌اکنون بخش بسیار کوچکی از قلعه گنجه – برج شیرالیبی – باقی مانده‌است. در سال ۲۰۰۷، دیوار دژ بازسازی شد.